# 孫騰
孫騰（481年—548年），字龍雀，鮮卑化烏孫裔，咸陽石安人。祖父孫通曾在沮渠氏出仕為中書舍人。
當時身為僕射的孫騰與侍中封隆之，爭相迎娶平原公主元明月，公主表示願意下嫁封隆之，孫騰既妒且忿，因此與封隆之結怨。封隆之曾暗中對高歡說斛斯椿專權，孫騰正欲加害封隆之，所以向斛斯椿告發此事，封隆之只得逃歸鄉里。孫騰其後與高岳、高隆之、司馬子如號稱四貴，非法专恣。
武定六年（548年）四月逝世，當時得年六十八。朝廷贈使持節、都督冀定等五州諸軍事、冀州刺史、太師、開府、錄尚書事，諡號為「文」。其子孫鳳珍嗣位。

## 延伸阅读
[在维基数据编辑]
 《北齊書/卷18》，出自李百药《北齊書》
 《北史·卷054》，出自李延壽《北史》